# C’t magazin.tv
Das c’t magazin.tv (c’t tv) war eine Informationssendung über Computer und Technik und wurde wöchentlich im hr-fernsehen erstausgestrahlt.
Die Sendung griff dabei Themen der gedruckten Zeitschriftenausgabe auf. Wöchentlich wiederholte Themengebiete waren Produktvorstellungen, Tests, Technikhilfe, das „Computer ABC“ sowie die Kategorie „Vorsicht Kunde!“, in der Probleme zwischen Unternehmen und Kunden von der Moderation angesprochen wurden.
Jedes Jahr wurde die  Service-Kröte des Jahres an besonders kundenfeindliche Unternehmen verliehen.
Das c’t magazin.tv entstand aus einer Zusammenarbeit zwischen dem hr-Fernsehen und der c’t-Redaktion des Heise-Zeitschriftenverlags. Seit der Premiere am 20. September 2003 wurde sie jeden Samstag um 12:30 Uhr für eine halbe Stunde im hr-Fernsehen ausgestrahlt. Wiederholungen der aktuellen Sendung liefen zudem auf den Sendern rbb, EinsPlus und 3sat. Am 15. Januar 2011 wurde die Hauptsendung auf 17:30 Uhr verschoben. Auf 3sat wurde im Frühjahr 2009 mehrmals eine 45-Minuten-Version der Sendung ausgestrahlt. Moderiert wurde das c’t magazin.tv vom stellvertretenden c’t-Chefredakteur Georg Schnurer und hr-Moderator Mathias Münch. Am 6. September 2008 lief die 250. Sendung.
Am 25. Juni 2011 wurde die Sendung nach 358 Folgen aus Kostengründen eingestellt.

## Besonderheiten
Münch spielte die Rolle des technisch Unkundigen und Schnurer die des Experten. Die Moderatoren siezten sich und zogen sich öfters auf, z. B. wegen Münchs Vorliebe für Apple-Produkte oder Schnurers für Country-Musik.
Die Testergebnisse wurden in der Sendung nicht immer ausführlich dargestellt bzw. im Internet veröffentlicht, man konnte sie jedoch kostenpflichtig als PDF-Datei herunterladen oder durch den Erwerb des c’t-Heftes erhalten.

## Nachfolger
Von März 2014 bis Januar 2016 produzierten Münch und Schnurer privat einen inoffiziellen Nachfolger unter dem Namen „Technik Ranch“ und veröffentlichten die Folgen auf YouTube. Inhaltlich lehnt sich das Magazin stark an das ehemalige Fernsehmagazin an. Aufgrund fehlender Zeit seitens Münch wird das Magazin seit Januar 2016 von Schnurer alleine weitergeführt, nach wechselnden Gästen und Folgen ohne Gästen ist nun Wieland Morawietz an der Seite von Schnurer.
Auch der Heise-Verlag produziert mittlerweile regelmäßig offiziell eigene Videos, die auf der Heise-Website und auf dem YouTube-Kanal veröffentlicht werden:
- nachgehakt: Einzel-Interviews mit Autoren über ihre Artikel.
- c’t uplink: Wöchentliche Gesprächsrunde mit mehreren Autoren, die über ihre Artikel in der aktuellen c’t sprechen.
- #heiseshow: Wöchentliche Live-Show über Technik-Neuigkeiten und aktuelle Netzpolitik.

Diese Formate werden von verschiedenen c’t-Redakteuren moderiert, Georg Schnurer ist hier nur sehr selten (als Gast) zu sehen.